# Martell de bola

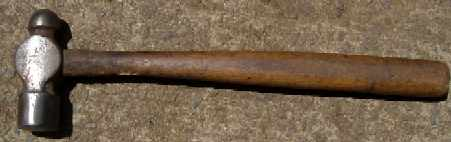
Martell de bola.

El martell de bola és una eina de percussió combinada d'acer i mànec de fusta o fibra, amb una maça cilíndrica i una superfície de cop plana. La seva superfície és arrodonida en un extrem de la maça, que és el que s'usa per conformar o reblar metall, i una superfície plana per colpejar en l'altre extrem. El martell de bola s'usa freqüentment en mecànica, forja, serralleria, tancaments metàl·lics, metal·listeria, etc. Es fabriquen en diverses dimensions, pesos i mesures que van associats a una lletra que sol aparèixer gravada al lateral de la maça del martell. El martell de bola es diferencia del martell de pena i d'orelles pel fet que la seva maça és arrodonida.